# Kachari jezik
Kachari jezik (cachari; ISO 639-3: xac), sinotibetski jezik uže tibetsko-burmanske skupine, kojim govori 59 000 Kačara (1997) u indijskim državama Assam i Nagaland, brdima Kachar i distriktu Kohima.
Kačari pripadaju u Bodo plemena, i jezik im pripada bodo podskuipini, šira skupina bodo-garo. Većina ih govori i asamski [asm] 

## Vanjske poveznice
- Ethnologue (14th)
- Ethnologue (15th)